# Камешниця (Польща)
Камешниця (пол. Kamesznica) — село в Польщі, у гміні Мілювка Живецького повіту Сілезького воєводства.
Населення — 2856 осіб (2011).
У 1975—1998 роках село належало до Бельського воєводства.

## Географія
Селом протікає річка Бистра

## Демографія
Демографічна структура станом на 31 березня 2011 року:
|          | Загалом | Допрацездатний вік | Працездатний вік | Постпрацездатний вік |
| -------- | ------- | ------------------ | ---------------- | -------------------- |
| Чоловіки | 1399    | 303                | 936              | 160                  |
| Жінки    | 1457    | 309                | 830              | 318                  |
| Разом    | 2856    | 612                | 1766             | 478                  |